# Bräkne, Listers, Medelstads och Östra härads domsaga
Bräkne, Listers, Medelstads och Östra härads domsaga var en domsaga i Blekinge län. Den bildades 1695 och upphörde 1771, dock i perioden 1756-1761 utan Medelstads härad. Domsagan föregick och efterföljdes av Östra och Medelstads härads domsaga och Bräkne och Listers härads domsaga
Domsagan ingick i domkretsen för Göta hovrätt. 

## Tingslag
- Medelstads tingslag (dock ej i perioden 1756-1761)
- Östra härads tingslag
- Bräkne tingslag
- Listers tingslag

## Häradshövdingar
- 1695–1700: Sven Adlerstierna
- 1700–1715: Mathias Grubb
- 1716–1738: Johan Schaeij
- 1738–1756: Johan Timell
- 1756–1770: Anton Hoffmeister